# Gare d'Amqui
La  gare d'Amqui est une gare ferroviaire canadienne. Elle est située sur le territoire de la ville d'Amqui de la municipalité régionale de comté de La Matapédia dans le Bas-Saint-Laurent au Québec.
Son bâtiment construit en 1904 par le Chemin de fer Intercolonial est reconnu gare patrimoniale depuis 1993.
C'est une gare voyageurs Via Rail Canada desservie par le train L'Océan et  le Train Montréal-Gaspé.

## Histoire
Le bâtiment de la gare d'Amqui est construit par le chemin de fer Intercolonial (CFI) en 1904, en pleine période d'expansion des chemins de fer au Canada. Elle devient ensuite une escale importante sur la liaison Montréal-Halifax. Elle a été désignée gare ferroviaire patrimoniale par la Commission des lieux et monuments historiques du Canada le 7 janvier 1993.
Le bâtiment actuel remplace une petite gare, construite en 1890. Ce bâtiment présente une deuxième étage, conçu pour loger l'agent de la gare et sa famille. La gare d'Amqui est rénovée en 1986; elle fait partie de l’Inventaire du patrimoine bâti de la MRC de La Matapédia depuis 2010.

## Évaluation d'inventaire
La gare d'Amqui possède une valeur inestimable en ce qui a trait au patrimoine qu'elle représente. C'est surtout dans l'architecture que réside la valeur patrimoniale. Située au cœur de la ville, la gare est d'un intérêt touristique. En effet, aux XIXe et XXe siècles, la gare occupe une place centrale dans chacun des villages et des villes. De plus, elle constitue un centre d'informations et de communication, dans lesquels sont regroupés des services essentiels dont le télégraphe et la poste. L'architecture a été construite selon les modèles standards des compagnies de fer de l'époque. La gare d'Amqui se démarque notamment par son toit à croupes débordant en larmier, par la présence de lucarnes à croupe et de deux cheminées en brique qui lui laissent un aspect pittoresque. Aujourd'hui, la gare possède encore plusieurs de ces éléments anciens dont le revêtement en planches de bois horizontales, les fenêtres, les portes et plein d'autres attributs du programme décoratif (planches cornières, chambranles, corniche moulurée, chevrons apparents).

## Service des voyageurs

### Desserte
Amqui est desservie par le train L'Océan et  le Train Montréal-Gaspé.

### Intermodalité
Un stationnement pour les véhicules y est aménagé.

## Patrimoine ferroviaire

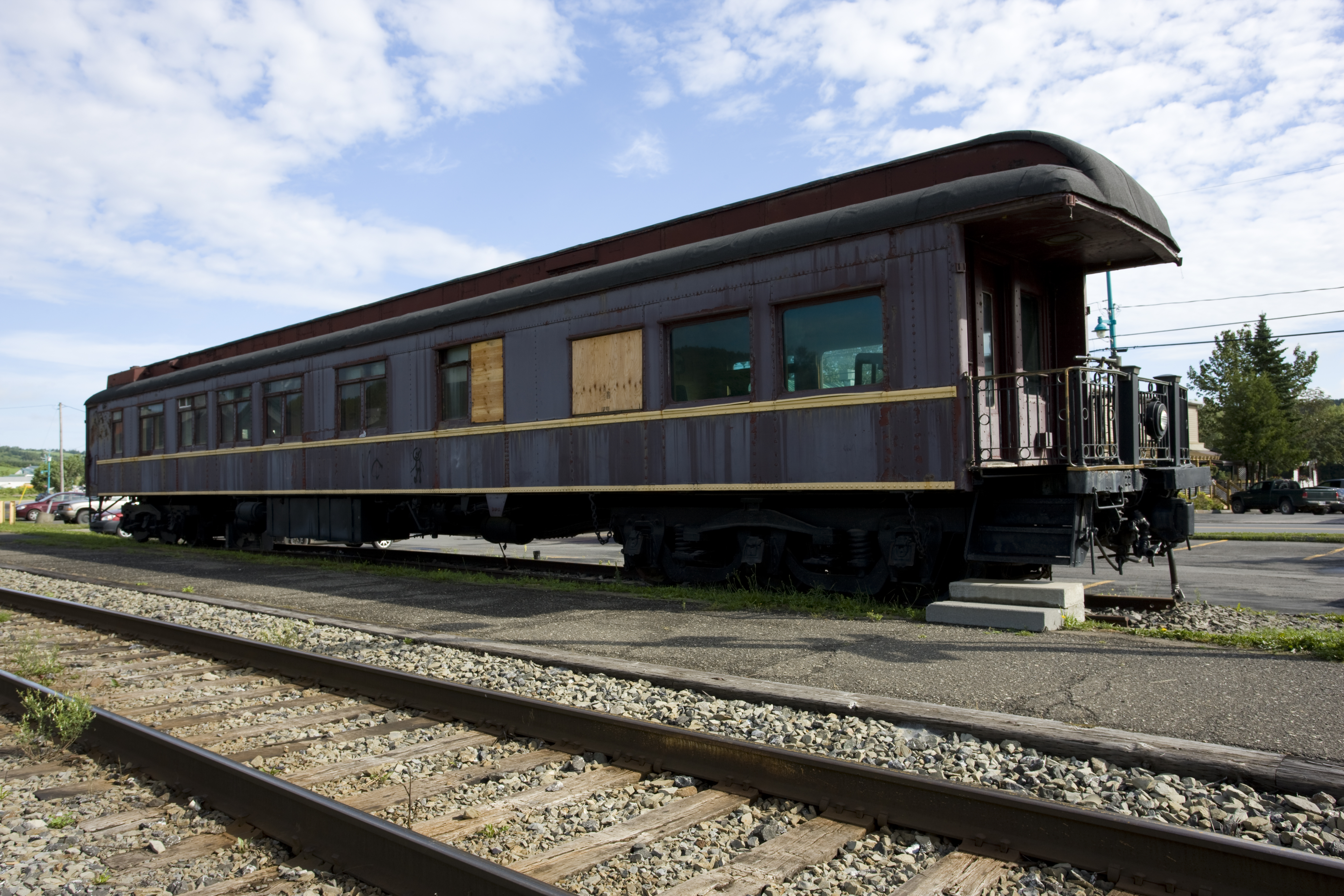
Le wagon en 2013.

Installé à la gare d'Amqui, est un ancien wagon Pullman nommé Lynnewood. La compagnie minière Iron Ore Co of Canada (IOC) l'a acheté en 1953. Ce wagon a servi de quartier général pour les cadres de la IOC lors de la construction du chemin de fer entre Sept-Îles et Schefferville. En 2015, la municipalité d'Amqui annonce qu'elle n'a plus les moyens de l'entretenir; la ville de Sept-Îles souhaite acheter le wagon pour attirer les touristes à la ville en l'exposant comme partie de leur héritage ferroviaire.
Le 19 juin 2023, la gare a été citée comme immeuble patrimonial par la ville d'Amqui.